# مواصفة لغة برمجة
في علم الحاسوب، مواصفة لغة البرمجة يصف ويعرف لغة البرمجة حتى يتمكن مستخدمو هذه اللغة ومنفذوها من التوافق على معنى البرامج المكتوبة بها.
يمكن لمواصفة لغة البرمجة أن تأخذ أشكالا عدة. من هذه الأشكال:
- تعريف صريح لقواعد ومعاني اللغة.
- وصف لسلوك أحد مترجمات اللغة.
- تنفيذ نموذجي، أي كتابة برنامج بتلك اللغة كي يخدم كنموذج لبقية المبرمجين.

## القواعد
تعرف قواعد لغات البرمجة عادة عن طريق:
- التعابير النمطية لوصف اللكسيم.
- القواعد المتحررة من السياق لوصف كيف يمكن أن تجمع الكسيمات لتشكل برنامجا صحيحا.

## المعاني
القائمة التالية تحتوي على الوسائل التي تتبعها عادة لغات البرمجة من أجل مواصفة معانيها. كل اللغات تستخدم وسيلة واحدة منهن على الأقل، وبعضها يجمع بين أكثر من واحدة:
- اللغة الطبيعية: يكون الوصف باستخدام لغة بشرية طبيعية.
- وصف المعاني بطريقة رسمية: يكون ذلك باستخدام الرياضيات.
- تنفيذ مرجعية: يكون ذلك عن طريق كتابة برنامج حاسوبي يخدم كمرجعية.
- أطقم الفحص: يكون ذلك عن طريق كتابة أمثلة على البرامج والسلوك المتوقع لها.

## قراءات أخرى
- تنفيذ لغات البرمجة

## وصلات خارجية
- Scheme R5RS
- Algol 60 report
- Ada 95 reference manual
- Java language specification
- Draft C++ standard